# Anastasia Grymalska
Anastasia Grymalska (ukrainisch Анастасия Грималска Anastassyja Hrymalska; * 12. Juli 1990 in Kiew) ist eine italienische Tennisspielerin.

## Karriere
Grymalska, die bevorzugt auf Sandplätzen spielte, begann im Alter von fünf Jahren mit dem Tennissport. Auf Turnieren des ITF Women’s Circuit gewann sie 20 Einzel- und 34 Doppeltitel.

## Turniersiege

### Einzel
| Nr. | Datum             | Turnier                 | Kategorie   | Belag        | Finalgegnerin                        | Ergebnis       |
| --- | ----------------- | ----------------------- | ----------- | ------------ | ------------------------------------ | -------------- |
| 1.  | 15. August 2009   | Pesaro                  | ITF $10.000 | Sand         | Kristýna Plíšková                    | 2:6, 6:1, 6:2  |
| 2.  | 31. Juli 2010     | Gardone Val Trompia     | ITF $10.000 | Sand         | Paola Cigui                          | 6:0, 6:2       |
| 3.  | 16. Oktober 2010  | Settimo San Pietro      | ITF $10.000 | Hartplatz    | Karin Knapp                          | 4:6, 6:2, 7:5  |
| 4.  | 31. Oktober 2010  | Vila Real Santo António | ITF $10.000 | Sand         | Lena-Marie Hofmann                   | 6:1, 7:5       |
| 5.  | 4. Juni 2011      | Florenz                 | ITF $10.000 | Sand         | Elixane Lechemia                     | 6:0, 4:6, 6:1  |
| 6.  | 19. November 2011 | Vinaros                 | ITF $10.000 | Sand         | Bianca Botto                         | kampflos       |
| 7.  | 26. November 2011 | La Marsa                | ITF $10.000 | Sand         | Martina Caregaro                     | 7:5, 2:6, 6:3  |
| 8.  | 29. Januar 2012   | Mallorca                | ITF $10.000 | Sand         | Barbara Sobaszkiewicz                | 6:1, 6:4       |
| 9.  | 28. April 2012    | San Severo              | ITF $10.000 | Sand         | Myrtille Georges                     | 4:6, 6:1, 6:1  |
| 10. | 24. Februar 2013  | Mallorca                | ITF $10.000 | Sand         | Yvonne Cavalle-Reimers               | 6:2, 7:62      |
| 11. | 7. Dezember 2013  | Duino Aurisina          | ITF $10.000 | Sand (Halle) | Margalita Tschachnaschwili-Ranzinger | 6:3, 6:4       |
| 12. | 19. Januar 2014   | Tinajo                  | ITF $10.000 | Hartplatz    | Natasha Fourouclas                   | 6:3, 6:3       |
| 13. | 1. März 2014      | Beinasco                | ITF $25.000 | Sand (Halle) | Anastassija Wassyljewa               | 7:65, 6:3      |
| 14. | 23. August 2015   | Scharm asch-Schaich     | ITF $10.000 | Hartplatz    | Sara Tomic                           | 3:6, 7:67, 6:4 |
| 15. | 24. Januar 2016   | Hammamet                | ITF $10.000 | Sand         | Victoria Larrière                    | 3:6, 6:2, 6:3  |
| 16. | 31. Januar 2016   | Hammamet                | ITF $10.000 | Sand         | Audrey Albié                         | 7:63, 6:1      |
| 17. | 16. Dezember 2017 | Cordenons               | ITF $15.000 | Sand (Halle) | Lisa Sabino                          | 6:2, 6:0       |
| 18. | 10. November 2018 | Cordenons               | ITF $15.000 | Sand (Halle) | Anastasia Piangerelli                | 6:1, 6:2       |
| 19. | 8. August 2021    | Pescara                 | ITF W25     | Sand         | Anna Turati                          | 2:6, 7:64, 6:3 |
| 20. | 7. August 2022    | Pescara                 | ITF W15     | Sand         | Tatiana Pieri                        | 6:3, 3:6, 6:3  |

### Doppel
| Nr. | Datum              | Turnier                  | Kategorie   | Belag             | Partnerin              | Finalgegnerinnen                       | Ergebnis          |
| --- | ------------------ | ------------------------ | ----------- | ----------------- | ---------------------- | -------------------------------------- | ----------------- |
| 1.  | 16. August 2009    | Pesaro                   | ITF $10.000 | Sand              | Martina Trevisan       | Alice Balducci Federica Di Sarra       | 6:2, 6:2          |
| 2.  | 11. Oktober 2009   | Foggia                   | ITF $10.000 | Sand              | Gioia Barbieri         | Alice Moroni Anna-Giulia Remondina     | 6:4, 4:6, [10:2]  |
| 3.  | 18. April 2010     | San Severo               | ITF $10.000 | Sand              | Gioia Barbieri         | Karina Pimkina Marina Schamayko        | 4:6, 6:2, 6:2     |
| 4.  | 1. August 2010     | Gardone Val Trompia      | ITF $25.000 | Sand              | Gioia Barbieri         | Julija Stamatowa Stéphanie Vongsouthi  | 6:2, 6:2          |
| 5.  | 31. Oktober 2010   | Vila Real Santo António  | ITF $10.000 | Sand              | Alice Balducci         | Morgane Pons Alizé Tisset              | 6:2, 6:3          |
| 6.  | 20. März 2011      | Bath                     | ITF $10.000 | Hartplatz (Halle) | Giulia Gatto-Monticone | Emma Laine Tara Moore                  | 6:4, 2:6, 6:4     |
| 7.  | 27. März 2011      | Gonesse                  | ITF $10.000 | Sand (Halle)      | Gioia Barbieri         | Lena-Marie Hofmann Scarlett Werner     | 6:3, 6:2          |
| 8.  | 16. Oktober 2011   | Jerewan                  | ITF $10.000 | Sand              | Anastassija Wassyljewa | Ani Amiraghjan Tatia Mikadse           | 6:3, 6:3          |
| 9.  | 20. November 2011  | Vinaròs                  | ITF $10.000 | Sand              | Jewgenija Paschkowa    | Amanda Carreras Carolina Prats-Millian | 6:3, 6:1          |
| 10. | 29. Jänner 2012    | Mallorca                 | ITF $10.000 | Sand              | Barbara Sobaszkiewicz  | Simona Dobrá Lucie Kriegsmannová       | 7:66, 2:6, [10:7] |
| 11. | 18. März 2012      | Antalya                  | ITF $10.000 | Sand              | Gioia Barbieri         | Claudia Giovine Sanaz Marand           | 6:4, 1:6, [11:9]  |
| 12. | 29. April 2012     | San Severo               | ITF $10.000 | Sand              | Teodora Mirčić         | Chiara Mendo Giulia Sussarello         | 6:2, 6:4          |
| 13. | 17. Juni 2012      | Padua                    | ITF $25.000 | Sand              | Gioia Barbieri         | Federica Grazioso Lisa Sabino          | 6:2, 6:1          |
| 14. | 10. August 2012    | Monteroni d’Arbia        | ITF $25.000 | Sand              | Federica Di Sarra      | Alice Balducci Karin Knapp             | 6:4, 5:7, [10:7]  |
| 15. | 2. September 2012  | Bagnatica                | ITF $10.000 | Sand              | Federica Di Sarra      | Tatiana Búa Claudia Giovine            | 7:5, 6:2          |
| 16. | 21. Dezember 2012  | Antalya                  | ITF $10.000 | Sand              | Julija Stamatowa       | Justine de Sutter Katerina Stewart     | 6:2, 3:6, [10:8]  |
| 17. | 1. September 2013  | Bagnatica                | ITF $10.000 | Sand              | Claudia Giovine        | Silvia Mocciola Natasha Piludu         | 6:3, 6:3          |
| 18. | 31. August 2014    | Bagnatica                | ITF $15.000 | Sand              | Conny Perrin           | Manon Arcangioli Zuzana Zlochová       | 7:5, 3:6, [10:8]  |
| 19. | 14. September 2014 | Saint-Malo               | ITF $50.000 | Sand              | Giulia Gatto-Monticone | Tatiana Búa Beatriz García Vidagany    | 6:3, 6:1          |
| 20. | 30. August 2015    | Bagnatica                | ITF $15.000 | Sand              | Ilona Kremen           | Alice Balducci Sherazad Reix           | 6:4, 6:2          |
| 21. | 8. November 2015   | Santa Margherita di Pula | ITF $10.000 | Sand              | Martina Di Giuseppe    | Federica Bilardo Olessja Perwuschina   | 6:2, 6:4          |
| 22. | 23. Januar 2016    | Hammamet                 | ITF $10.000 | Sand              | Ilona Kremen           | Petra Januskova Angelica Moratelli     | 7:65, 6:1         |
| 23. | 13. Februar 2016   | Hammamet                 | ITF $10.000 | Sand              | Deborah Kerfs          | Eleni Kordolaimi Angelica Perper       | kampflos          |
| 24. | 11. August 2017    | Wien                     | ITF $15.000 | Sand              | Dalila Spiteri         | Ana Sofía Sánchez Lucrezia Stefanini   | 0:6, 6:3, [10:8]  |
| 25. | 18. August 2017    | Cuneo                    | ITF $15.000 | Sand              | Federica Di Sarra      | Melina Ferrero Sofía Luini             | 6:0, 6:1          |
| 26. | 23. September 2017 | Santa Margherita di Pula | ITF $25.000 | Sand              | Claudia Giovine        | Martina Caregaro Martina Di Giuseppe   | 3:6, 7:5, [10:4]  |
| 27. | 7. Oktober 2017    | Santa Margherita di Pula | ITF $25.000 | Sand              | Chiara Scholl          | Michaela Hončová Akiko Omae            | 4:6, 6:3, [13:11] |
| 28. | 3. März 2018       | Hammamet                 | ITF $15.000 | Sand              | Michele Alexandra Zmau | Guillermina Naya Guadalupe Pérez Rojas | 6:2, 6:3          |
| 29. | 22. September 2018 | Santa Margherita di Pula | ITF $25.000 | Sand              | Federica Di Sarra      | Deborah Chiesa Tatiana Pieri           | 7:63, 6:2         |
| 30. | 9. November 2018   | Cordenons                | ITF $15.000 | Sand (Halle)      | Lucia Bronzetti        | Verena Hofer Maria Vittoria Viviani    | 7:5, 7:5          |
| 31. | 5. Januar 2019     | Playford                 | ITF W25     | Hartplatz         | Giulia Gatto-Monticone | Amber Marshall Lulu Sun                | 6:2, 6:3          |
| 32. | 14. April 2019     | Tunis                    | ITF W25     | Sand              | Martina Colmegna       | Jaqueline Adina Cristian Andreea Roșca | 6:4, 6:2          |
| 33. | 21. April 2019     | Santa Margherita di Pula | ITF W25     | Sand              | Federica Di Sarra      | Giorgia Marchetti Camilla Rosatello    | 6:4, 6:1          |
| 34. | 5. August 2022     | Pescara                  | ITF W15     | Sand              | Anne Schäfer           | Giorgia Pinto Gaia Squarcialupi        | 5:7, 6:1, [12:10] |